# الحزب الاتحادي الديمقراطي الموحد
الحزب الوطني الاتحادي هو أحد أعرق أحزاب السودان، فقد تأسس فعليا عقب اندماج عدد من الأحزاب الاتحادية تحت مسمى الحزب الوطني الاتحادي في القاهرة سنة 1953م، كانت أهم الأحزاب/الروافد المشكلة للحزب الوطني الاتحادي:
- حزب الأشقاء (بقيادة الزعيم إسماعيل الأزهري)
- حزب وحدة وادي النيل (بقيادة الدرديري أحمد إسماعيل)
- حزب الأحرار الديمقراطيون.

## تاريخ
عملت مصر بقيادة اللواء محمد نجيب، أحد أهم قيادات ثورة يوليو 1952م، على التصالح مع مختلف القوى السياسية السودانية بعد التاريخ المرير من الاستغلال من قبل الحكومات التركية/المصرية ومن ثم الحكومات البريطانية/المصرية. إذ عمد اللواء محمد نجيب إلى منح الأحزاب التي تدعو إلى استقلال السودان تماما عن مصر، وعودا بخصوص حقهم في تقرير مصير السودان، وعمل على دمج الأحزاب التي تدعو إلى شيء من الشراكة مع مصر كالأحزاب المذكورة أعلاه، حيث كان لكل حزب رؤيته الخاصة للشراكة مع مصر. جمع محمد نجيب تلك الأحزاب وسعى لتوحيدها، واتفقت الأحزاب المجتمعة على تشكيل حزب جديد سمي بالحزب الوطني الاتحادي وتقلد رئاسته الزعيم إسماعيل الأزهري.
حصل الحزب الوطني الاتحادي على أغلبية مطلقة في أول انتخابات تقام في السودان وشكل أول حكومة وطنية منفردا، وقاد الحكومة إلى أن استطاع بمعية الأحزاب الوطنية السودانية تحقيق الاستقلال في مطلع ياناير 1956م. وقد أطيحت حكومة الحزب بفعل تحالف السيدين علي الميرغني زعيم حزب الشعب الديمقراطي وعبد الرحمن المهدي زعيم حزب الأمة، لتكوين حكومة عرفت بحكومة السيدين ترأسها السيد عبد الله خليل الذي سلم السلطة لاحقا للفريق إبراهيم عبود.
أطاحت ثورة أكتوبر 1964 بالرئيس عبود، وعقبت الإطاحة به حكومة منتخبة ديمقراطيا. تحالف بعد تكوين الحكومة كل من حزبي الوطني الاتحادي وحزب الشعب الديمقراطي (بقيادة الميرغني) وقررا لاحقا الاندماج تحت مسمى الحزب الاتحادي الديمقراطي وكان ذلك في 1967م.
استولى جعفر نميري على الحكم بانقلاب عسكري وحل جميع الأحزاب السياسية السودانية وشرد قياداتها أو سجنهم أو عاقبهم بالإقامة الجبرية في منازلهم. توفي الزعيم إسماعيل الأزهري قيد الإقامة الجبرية بعد أشهر من الانقلاب. وتولى زعامة الحزب الزعيم حسين الهندي، الذي استشهد مناضلا ضد الحكومة العسكرية خارج السودان وقاد الجبهة الوطنية التي شكلت أهم روافد المعارضة ضد النظام العسكري. وبعد وفاة الهندي، تزعم الحزب محمد عثمان الميرغني. بعد سقوط حكم النميري في انتفاضة شعبية في أبريل 1985م، عادت الأحزاب السودانية لإعادة ترتيب صفوفها، فأقصى السيد الميرغني قيادات الحزب الوطني الاتحادي وقام بتقريب رجالات حزب الشعب الديمقراطي، الأمر الذي دفع علي محمود حسنين وطيفور الشايب وعلي أبو سن وعلي محمد صالح لإعادة تكوين الحزب الوطني الاتحادي ولكن ما لبث أن اعاد حسنين النظر في إعادة تكوني الحزب بعد انقلاب الحركة الإسلامية السودانية (الجبهة القومية الإسلامية) على النظام الديمقراطي في السودان في نهاية يونيو 1989م واعلن حسنين ولائه للميرغني كقائد للحزب. وكان حينها محمد عثمان الميرغني رئيسا للحزب وزين العابدين الهندي أمينا عاما له. سرعاتن ما تحالفت القوى الحديثة في الحزب مع زين العابدين الهندي الذي بدأ بالسعي لإصلاح ديمقراطي داخل الحزب. لكن الهندي خذل جموع القوى الحديثة بإعلان ولائه للحكومة العسكرية/الإسلامية التي يترأسها عمر البشير. فظلت القوى الحديثة في الحركة الاتحادية تسعى لإعادة ترتيب صفوفها وتمكنت من خلق عدة تكوينات وأجسام وحركات سياسية إتحادية إلى أن أعادت إعلان قيام الحزب الوطني الاتحادي في 2009م.

## أفكار وأيدلوجية الحزب
أهم الركائز الفكرية التي يعتمد عليها الحزب:
- تفرد الهوية السودانية واستقلالها عن البعدين العربي والأفريقي مع الاعتراف بالبعدين كمكونين أساسيين من مكونات هذه الهوية.
- عدم إلباس السياسة أي صبغة دينية.
- الديمقراطية الاشتراكية هي نهج الحزب الاقتصادي واقتصاد السوق الاشتراكي هي ما مارسه الحزب إبان تولية وزارة التجارة في الحكومة الديمقراطية الثالثة 1985-1989م عبر الاقتصادي المبدع محمد يوسف أبو حريرة وزير التجارة حينها.
- الليبرالية الاجتماعية هي رؤية الحزب لشكل العلاقات في المجتمع، ويرى الحزب أن السودان أصلا محقق لهذا المبدأ عبر عاداته وتقاليده وأهمها النفير، والفزعة وتكافل الجيران والتكافل الاجتماعي في الأفراح والأتراح مع افساح تام للطريق أمام الحريات الشخصية والدينية والعقائدية.

## قيادات الحزب
- الزعيم الراحل إسماعيل الأزهري أول زعيم للحزب
- الزعيم الشهيد حسين الهندي
- الزعيم مهدي العشاء حمدنالله العشاء
- الزعيم د. يوسف محمد زين (رئيس الحزب الحالي)